# Fjandø
Fjandø är en obebodd ö i Nissum Fjord i Region Mittjylland i västra Danmark.
Ön ligger utanför udden Nørre Fjand och sträcker sig två kilometer ut i fjorden. Den har bildats av sand och grus som har sköljts upp ur havet och har en yta på 40 hektar. Den högsta punkten ligger fyra meter över havet.
Fjandø är ett viktigt  fågelskyddsområde för kolonihäckande kustfåglar och den  hedliknande vegetationen med bland annat ljung,
kråkbär, odon och blåtåtel betas av får på sommaren
 och rödräv skjuts av. På öns norra del finns flera små vattensamlingar med bland annat tranbär, tuvtåtel, vattenmöja och havssäv.
Fjandø ingår i Natura 2000-området Nissum Fjord och 174 olika fågelarter har identifierats på ön. Under häckningssäsongen mellan 1 april och 31 augusti får den och ett område 100 meter från kusten inte beträdas.